# Consiglio di istituto
Il consiglio d'istituto, nella scuola italiana, è il più alto organo collegiale in una scuola, ed ha competenze amministrative.
È formato dalle varie componenti interne alla scuola e si occupa della gestione e della trasparenza amministrativa degli istituti scolastici pubblici e parificati statali italiani. Tale organo elabora e adotta atti di carattere generale che attengono all'impiego delle risorse finanziarie erogate dallo Stato, dagli enti e dai privati.
Le funzioni e la composizione dei consigli di istituto sono indicati nel d.lgs. 16 aprile 1994, n. 297.

## Composizione
Del consiglio di istituto fanno parte:
- il dirigente scolastico (di diritto) ;
- rappresentanti dei docenti;
- rappresentanti dei genitori;
- rappresentanti del personale ATA;
- rappresentanti degli studenti (solo per le scuole secondarie di secondo grado).

Il numero dei componenti varia a seconda del numero di alunni iscritti all'istituto:
| Ordine di scuola     | Primaria o secondaria di I grado | Primaria o secondaria di I grado | Secondaria di II grado | Secondaria di II grado |
| Numero di alunni     | Fino a 500 alunni                | Più di 500 alunni                | Fino a 500 alunni      | Più di 500 alunni      |
| -------------------- | -------------------------------- | -------------------------------- | ---------------------- | ---------------------- |
| Dirigente scolastico | 1                                | 1                                | 1                      | 1                      |
| Docenti              | 6                                | 8                                | 6                      | 8                      |
| Genitori             | 6                                | 8                                | 3                      | 4                      |
| Studenti             | -                                | -                                | 3                      | 4                      |
| Personale ATA        | 1                                | 2                                | 1                      | 2                      |

Ogni rappresentanza viene eletta all'interno della sua componente mediante consultazioni elettorali regolarmente effettuate all'interno dell'Istituto. Il mandato è triennale per i membri docenti, ATA e genitori, annuale per gli studenti.
La presidenza del consiglio d'istituto spetta ad un genitore eletto da tutte le componenti del Consiglio con votazione segreta.
Il presidente nomina un segretario tra gli altri membri del consiglio.

### Giunta esecutiva
Il consiglio, nel suo seno, esprime mediante elezione una giunta esecutiva, così composta:
- il Dirigente scolastico, col ruolo di presidente;
- il Direttore dei servizi generali e amministrativi, col ruolo di segretario;
- un docente;
- un membro del personale ATA;
- due genitori, o un genitore e uno studente nelle scuole secondarie di secondo grado.

## Funzioni
Il consiglio d'istituto ha potere decisionale su:
- il bilancio preventivo, il conto consuntivo e in generale l'utilizzo delle risorse finanziarie della scuola;
- i regolamenti interni della scuola;
- l'acquisto e il rinnovo delle attrezzature scolastiche (a tal riguardo, i consiglieri minorenni non hanno però voto deliberativo);
- l'adattamento del calendario scolastico;
- i criteri generali per la programmazione educativa;
- i criteri per la programmazione e l'attuazione di attività come corsi di recupero, visite e viaggi di istruzione;
- promozione di contatti con altre scuole;
- partecipazione della scuola ad attività culturali, sportive e ricreative;
- forme e modalità per lo svolgimento di eventuali iniziative assistenziali;
- i criteri generali relativi alla formazione delle classi e all'assegnazione dei docenti;
- i criteri generali relativi all'adattamento dell'orario delle lezioni;
- i criteri per lo svolgimento dei servizi amministrativi;
- l'uso delle attrezzature della scuola da parte di altre scuole.

Il consiglio di istituto inoltre può esprimere pareri sull'andamento generale della scuola.

### Funzioni della giunta esecutiva
La giunta esecutiva:
- predispone il bilancio preventivo e il conto consuntivo;
- prepara i lavori del consiglio di istituto;
- cura l'esecuzione delle relative delibere.

### Riferimenti normativi
- Decreto legislativo 16 aprile 1994, n. 297 - Approvazione del testo unico delle disposizioni legislative vigenti in materia di istruzione, relative alle scuole di ogni ordine e grado.